# Organ – Journal für die Orgel
Organ – Journal für die Orgel ist eine deutschsprachige Musikzeitschrift und wird derzeit in 21 Ländern der Erde abonniert. Sie erscheint seit 1998 viermal jährlich im Mainzer Musikverlag Schott Music. Sie ist die gegenwärtig auflagenstärkste unabhängige Orgelzeitschrift in deutscher Sprache und neben Ars Organi die wichtigste deutschsprachige Zeitschrift im Bereich des Orgelbaus, Ästhetik der Orgel sowie der künstlerischen Orgelmusik.

## Geschichte
Das Periodikum erschien erstmals 1998 als Vierteljahreszeitschrift und wurde bis 2019 von Wolfram Adolph (1964–2019), einem evangelischen Theologen und Musikpublizisten sowie Geschäftsführer des Labels IFO, bei Schott Music in Mainz herausgegeben. Jede Ausgabe ist optional auch mit einer zusätzlichen themenbezogenen CD (Label: organ-CD) erhältlich. 2003 fusionierte die Zeitschrift unter Beibehaltung ihres Namens mit der Fachzeitschrift Orgel International. Seit 2019 ist Markus Zimmermann Chefredakteur der Zeitschrift.

## Inhalte
Organ – Journal für die Orgel enthält Beiträge zum Repertoire und zur Aufführungspraxis, Interviews und Porträts herausragender Interpreten, Porträts historischer und zeitgenössischer Orgeln etc. sowie CD-, DVD-, Buch- und Noten-Rezensionen, außerdem Aktuelles aus der Orgelszene und Termine von Tagungen, Meisterkursen und Wettbewerben.